# Большие Бесселята
 Большие Бессолята  — деревня в Кирово-Чепецком районе Кировской области в составе Кстининского сельского поселения.

## География
Расположена на расстоянии примерно 5 км на восток по прямой от центра поселения села Кстинино.

## История
Известна с 1671 года как деревня Ивашка Копосова с 2 дворами, в 1764 году 47 жителей, в 1802 13 дворов. В 1873 году здесь (Ивана Копосова или Безсолята большия) дворов 18 и жителей 129, в 1905 28 и 192, в 1926 (Большие Бессолята или Ивана Копосова) 32 и 161, в 1950 32 и 112, в 1989 56 жителей. Настоящее название утвердилось с 1978 года.

## Население
Постоянное население составляло 30 человек (русские 100%) в 2002 году, 18 в 2010.